# Гонорівка (річка)
Гонорівка — річка в Україні, у Тульчинському і Подільському районах Вінницької та Одескої областей. Права притока Білочі (басейн Дністра).

## Опис
Довжина річки приблизно 14 км. Висота витоку над рівнем моря — 218 м, висота гирла — 170 м, падіння річки — 48 м, похил річки — 3,43 м/км. Формується з багатьох безіменних струмків та 5 водойм.

## Розташування
Бере початок у селі Гонорівка. Тече переважно на південний схід понад селищем Козацьке і між селами Серби та Писарівка впадає в річку Білоч, ліву притоку Дністра.